# Macleod (Victoria)
Pour les articles homonymes, voir MacLeod.
Macleod est un quartier de la banlieue nord-est de Melbourne, dans l'État australien de Victoria. Il est situé à 14 kilomètres (8,7 miles) au nord-est du centre-ville de Melbourne, dans les zones de gouvernement local des villes de Banyule et de Darebin. Macleod compte une population de 9 892 habitants au recensement de 2021.
Macleod West fait référence à la localité principalement résidentielle située à l'ouest de la voie ferrée (ligne Melbourne - Hurstbridge) et de la gare.

## Historique
Le territoire actuel de Macleod était, jusqu'au début du XXe siècle, une zone agricole du domaine foncier de Strathallan, et faisait partie des  anciennes zones de gouvernement local de la ville de Heidelberg et du comté de Diamond Valley.
L'une des premières subdivisions de ce qui allait devenir Macleod a eu lieu le 12 novembre 1910, dans le cadre de la fondation de l'hôpital Mont Park. Ce jour-là, 133 lots du domaine Strathallan ont été mis aux enchères, donnant sur Greensborough Road, Strathallan Road, Edward Street et Railway Place (Somers Avenue). À l'époque, la région comprenant Macleod et Rosanna s'appelait North Heidelberg.

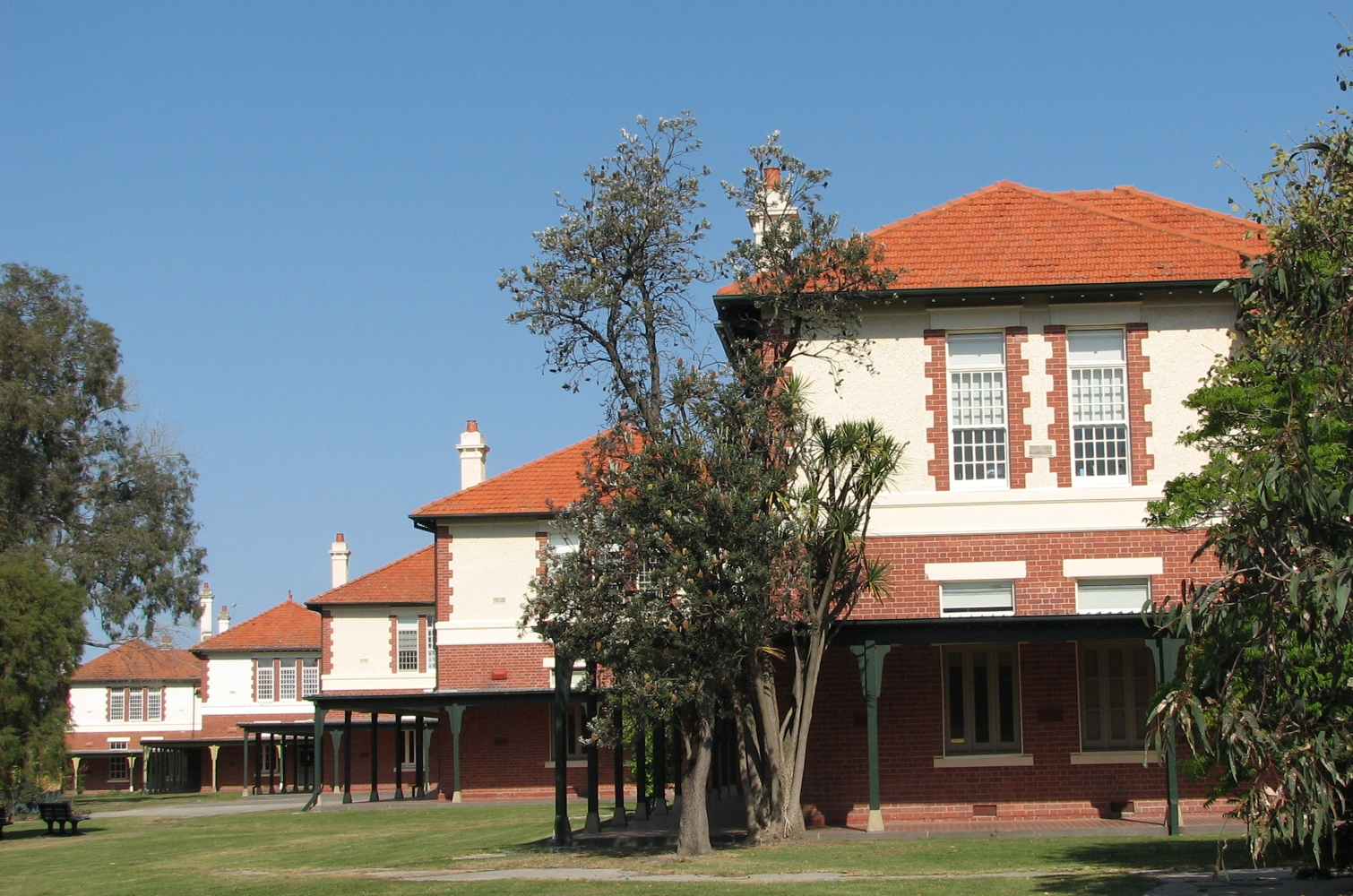
Bâtiments de l'ancien hôpital psychiatrique Mont Park.

La même année 1910 et dans le même contexte, Malcolm A. Macleod (1867, 1942) a vendu 75 acres de terrain le long de la voie ferrée au gouvernement Bent avec la stipulation qu'une gare ferroviaire soit construite à un mile et demi au-delà de Rosanna et potentiellement nommée « Macleod ». Cette vente avait été demandée par le gouvernement qui avait par ailleurs déjà acheté 1 000 acres du domaine de Bamfield à Mont Park pour un nouvel hôpital psychiatrique (en). Ce terrain était coupé du chemin de fer ; afin d'y créer un accès vers la future gare, le propriétaire, Malcolm A. Macleod a donc été approché pour vendre une bande de terrain le long de la voie ferrée. La localité naissante, ainsi que la gare qui la desservait, ont ainsi pris le nom du propriétaire Macleod.
La gare de Macleod (en) a été mise en service le 1er mars 1911, neuf ans après le passage de la ligne de chemin de fer (en).
Le bureau de poste de Macleod a ouvert ses portes le 11 décembre 1923, situé dans le magasin général à l'angle sud-ouest des rues Greensborough et Strathallan. Il a été remplacé par le bureau de Simpson Barracks en 1987. Le bureau de poste de Macleod West a ouvert ses portes en 1954 sur la rue McNamara, entre les rues Dunstan et Ruthven.
Les premiers magasins d'Aberdeen Road ont été construits du début au milieu des années 1950, entre Erskine Road et Leith Road.
L'école primaire Macleod a été construite en 1926 sur un terrain de 4,5 acres sur Greensborough Road, entre Coolie Avenue et Fairlie Avenue.
L'école secondaire Macleod a ouvert ses portes le 31 mai 1954 après un retard d'une semaine causé par l'état des routes non goudronnées, qui empêchait les livraisons de meubles. Le directeur était MFJ Meyer. Les effectifs initiaux étaient de 70 garçons et 160 filles.

## Démographie
À Macleod, selon le recensement de 2021, 68,5% des personnes sont nées en Australie. Les autres pays de naissance les plus courants étaient : la Chine (hors RAS et Taïwan) 3,4 %, l'Angleterre 2,8 %, l'Inde 1,8 %, l'Italie 1,6 % et la Malaisie 1,1 %.
71,4% des personnes ne parlent que l'anglais à la maison. Les autres langues parlées à la maison comprennent le mandarin 3,9 %, l'italien 2,9 %, le cantonais 1,3 %, le grec 1,2 % et le macédonien 1,2 % [réf. nécessaire].

## Société

### Bibliothèque
Les services de bibliothèque publique sont fournis par la Bibliothèque régionale de Yarra Plenty (en). La bibliothèque la plus proche est Watsonia Library.

### Sport
L'équipe locale de football australien de Macleod est les « Macleod Kangaroos » (les « Kangourous de Macleod ») ; ils jouent dans la division 1 de la Northern Football League (NFL). En 2008, ils ont disputé trois grandes finales consécutives. Ils sont basés à De Winton Park à Rosanna[réf. nécessaire]. Ils sont affiliés au Macleod Junior Football Club, connu sous le nom de « Eagles » (les « Aigles »), qui joue dans la Yarra Junior Football League (en) (YJFL). Le club de football junior est basé à Macleod Park.
L'équipe de cricket de Macleod est les « Macleod Eagles » (les « Aigles de Macleod »). Ils jouent dans la Diamond Valley Cricket Association (DVCA) et jouaient dans la deuxième division (connue sous le nom de « Money Shield ») jusqu'à ce qu'une première place en 2007–2008 les voit promus en première division (« Barclay Shield ») pour la saison suivante 2008–2009. Ils sont basés à Macleod Park, connu sous le nom de « The Nest ». En 2008–2009, Macleod aligne 4 équipes seniors et 6 équipes juniors ainsi qu'un programme florissant « Milo in2cricket ».
La Banyule & Districts Netball Association , située sur Somers Avenue, est un membre affilié de Netball Victoria (en). Elle organise « NetSetGo », des compétitions de netball juniors et seniors. Elle dispose d'un stade à quatre courts intérieurs couverts et deux courts extérieurs supplémentaires.
Il existe également une équipe locale de basket-ball, appelée les « Banyule Hawks » (les « Faucons de Banyule »), dont le terrain d'attache est le Macleod Recreation Center.

## Transport

### Bus
Trois lignes de bus desservent Macleod :
- 514 : Gare d'Eltham (en) – Gare de Glenroy (en) via Greensborough ; exploité par Dysons (en)[11].
- 548 : Kew (Cotham Road) – Université La Trobe ; exploité par Ventura Bus Lines (en)[réf. souhaitée].
- 561 : Macleod – Pascoe Vale (en) via l'université La Trobe ; exploité par Dysons (en)[réf. souhaitée].

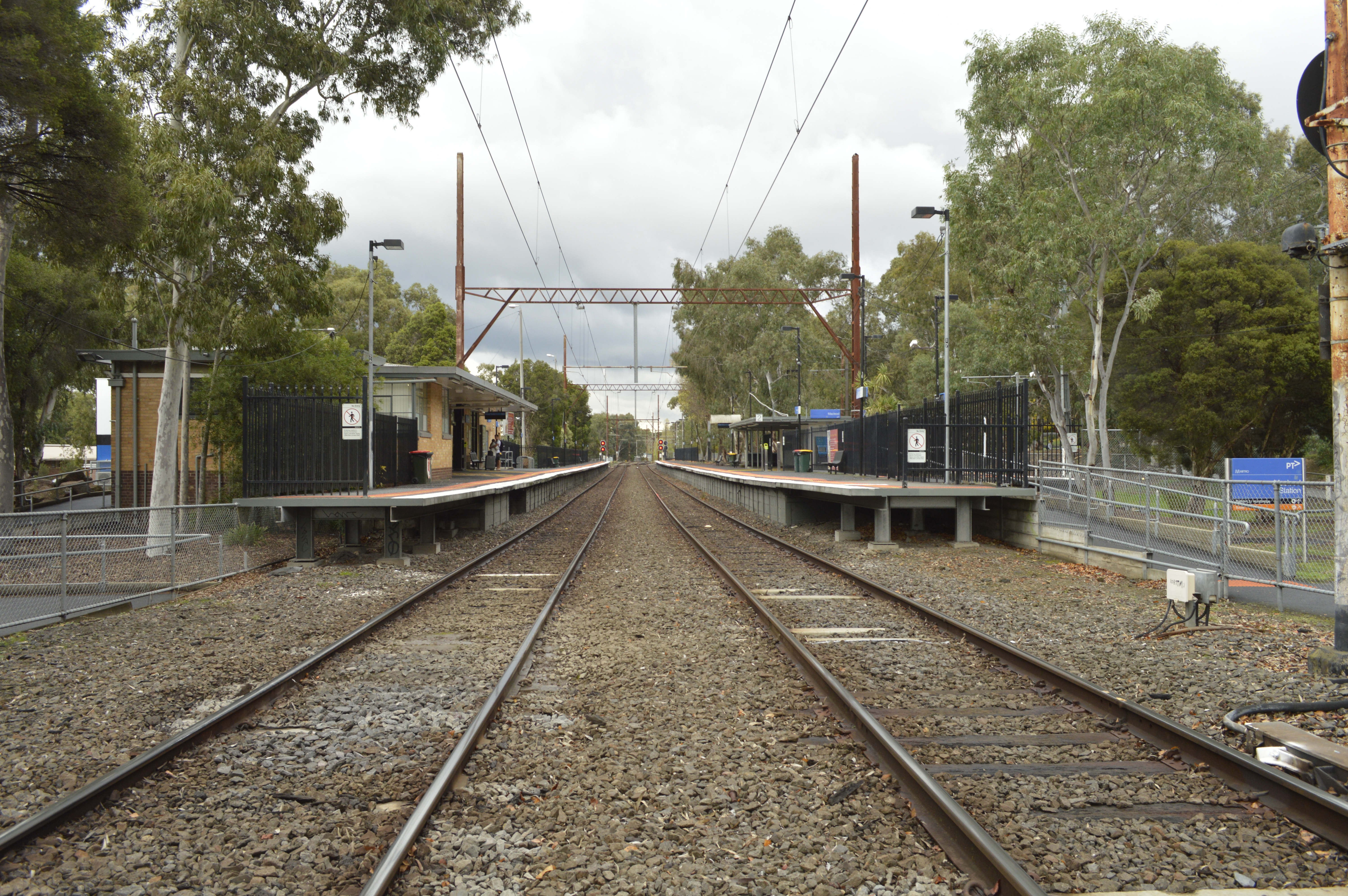
Gare ferroviaire de Macleod.

### Train
Macleod est desservie par la gare « Macleod » (en) située sur la ligne ferroviaire de banlieue Melbourne - Hurstbridge (en).

## Culture et patrimoine
Près de la gare Macleod, au sud de Cherry Street, se trouve un lotissement dont les rues ont été nommées en l'honneur d'une dizaine de récipiendaires de la Croix de Victoria, parmi la centaine originaires de Victoria ou de Tasmanie (64 pendant la Première Guerre mondiale et 20 pendant la Seconde). Une « Promenade du patrimoine » (« Heritage Walk » en anglais) de 2.7 kilomètres permet de parcourir ce chemin de mémoire, en trois quarts d'heure environ, en découvrant des informations sur ces hommes et leur époque. Les dix héros honorés sont : Albert Jacka, Edward (Ted) Kenna (en), William Dunstan (en), John (Jack) Dwyer (en), William (Rusty) Ruthven (en), Robert Grieve (en), Bruce Kingsbury, William Joynt (en), Percy Cherry, Frank McNamara, etc.,.